# Cloruro di renio(V)
Il cloruro di renio(V), o pentacloruro di renio, è il composto inorganico di formula minima ReCl5, ma che in realtà è costituito da unità Re2Cl10. In condizioni normali è un solido cristallino volatile di colore rosso bruno. In questo composto il renio è nello stato di ossidazione +5. Si usa come precursore di altri composti di renio.

## Struttura e proprietà
Molecole di formula ReCl5 non esistono. Il composto è costituito da dimeri Re2Cl10, con la struttura di due ottaedri con uno spigolo in comune, senza un vero legame Re–Re. La struttura è formulabile come Cl4Re(μ-Cl)2ReCl4. La distanza Re–Re risulta di 374 pm. Analoga struttura si osserva in TaCl5.

## Sintesi
Re2Cl10 fu descritto per la prima volta nel 1933. La preparazione si effettua per sintesi diretta da cloro e renio sopra i 400 °C; il composto può essere purificato per sublimazione.

## Reattività
Re2Cl10 è un solido volatile e va conservato al riparo da aria e umidità. Con l'acqua si ha una reazione di disproporzione, con sviluppo di acido cloridrico:
{\displaystyle {\ce {3ReCl5 + 8H2O -> HReO4 + 2ReO2 + 15HCl}}}
Reagisce con l'ossigeno atmosferico formando ossicloruri; lo stesso avviene con Cl2O:
{\displaystyle {\ce {ReCl5 + 3ClO -> ReO3Cl + 5Cl2}}}
Reagendo con SO2 e As2O3 si formano miscele di ReOCl4 e ReCl3.
Per decomposizione termica di Re2Cl10 si può ottenere il cluster Re3Cl9.

## Usi
Re2Cl10 non ha usi pratici, ma trova utilizzi in campo accademico come precursore di altri composti di renio. Storicamente fu uno dei primi catalizzatori usati per le reazioni di metatesi olefinica.

## Indicazioni di sicurezza
Re2Cl10 è disponibile in commercio. Il composto è irritante per gli occhi, le vie respiratorie e la pelle. Non ci sono dati che indichino proprietà cancerogene. Viene considerato poco pericoloso per le acque.